# Leucocarpopsis devensis
Leucocarpopsis devensis är en svampart som beskrevs av G. Salisb. Leucocarpopsis devensis ingår i släktet Leucocarpopsis och familjen Verrucariaceae.   Inga underarter finns listade i Catalogue of Life.